# Aaron Gwin
Aaron Gwin (Morongo Valley, 24 dicembre 1987) è un mountain biker statunitense. Specializzato nel downhill, ha vinto la Coppa del mondo di specialità nel 2011, 2012, 2015, 2016 e 2017.

## Carriera
Aaron iniziò la propria carriera all'età di 4 anni, nella BMX. Dai 12 ai 17 anni si dedicò al motocross, ma interruppe la sua carriera a causa dei continui incidenti. Nel 2008, all'età di 20 anni, l'amico Cody Warren (downhiller professionista) gli regalò una bicicletta incoraggiandolo a partecipare a una competizione. Nella sua prima gara, nella Fontana Winter Series, arrivò terzo e quasi immediatamente firmò un contratto con Yeti Cycles.. Con questa squadra vinse due titoli americani (2009 e 2010).
Nel novembre 2010, dopo essersi trasferito a Temecula (California), firma un contratto con la Trek World Racing Team, dove corre insieme a Justin Leov, Tracey Mosely e Neko Mulally. Nel 2011 vince la classifica assoluta della Coppa del mondo, stabilendo, in Val di Sole, un nuovo record: è infatti il primo uomo della storia a vincere cinque gare di downhill in una singola Coppa del mondo.
Nel 2013 da Trek passa a Specialized e nel 2015 diventa vincitore della Coppa del mondo in sella alla nuova Demo 8 650b in carbonio, con la quale è riuscito a vincere la gara di Leogang senza catena. Nel 2016 passa al marchio tedesco YT Industries (squadra The YT Mob), e si ripete facendo sua per la quarta volta la Coppa del mondo; completa il pokerissimo nel 2017, con la quinta Coppa del mondo, cui aggiunge la prima agognata medaglia mondiale, il bronzo nella rassegna iridata di Cairns.
Nel 2019 entra ufficialmente a far parte della squadra statunitense Intense Factory Racing Team, con la quale intraprende lo sviluppo del prototipo Tazer con cui gareggia attualmente nella coppa del mondo. 

## Palmarès
- 2008

Chalk Creek Stampede, 2ª prova MTN States Cup, Dual Slalom
Blast the Mass, 5ª prova MTN States Cup, Downhill
Snowmass G3, 7ª prova MTN States Cup, Downhill
SolSquared G3, 9ª prova MTN States Cup, Downhill
Classifica finale MTN States Cup, Downhill
- 2009

Campionati statunitensi, Downhill
Blast the Mass, 5ª prova MTN States Cup, Downhill
- 2010

Campionati statunitensi, Downhill
Blast the Mass, 5ª prova MTN States Cup, Downhill
- 2011

Pietermaritzburg, 1ª prova Coppa del mondo, Downhill
Leogang, 3ª prova Coppa del mondo, Downhill
Mont-Sainte-Anne, 4ª prova Coppa del mondo, Downhill
Windham, 5ª prova Coppa del mondo, Downhill
Val di Sole, 7ª prova Coppa del mondo, Downhill
Classifica finale Coppa del mondo, Downhill
US Open
- 2012

Val di Sole, 2ª prova Coppa del mondo, Downhill
Fort William, 3ª prova Coppa del mondo, Downhill
Windham, 4ª prova Coppa del mondo, Downhill
Mont-Sainte-Anne, 5ª prova Coppa del mondo, Downhill
Classifica finale Coppa del mondo, Downhill
Campionati statunitensi, Downhill
- 2013

Campionati statunitensi, Downhill
- 2014

Pietermaritzburg, 1ª prova Coppa del mondo, Downhill
Campionati statunitensi, Downhill
- 2015

Lourdes, 1ª prova Coppa del mondo, Downhill
Leogang, 3ª prova Coppa del mondo, Downhill
Campionati statunitensi, Downhill
Windham, 5ª prova Coppa del mondo, Downhill
Val di Sole, 6ª prova Coppa del mondo, Downhill
Classifica finale Coppa del mondo, Downhill
- 2016

Lourdes, 1ª prova Coppa del mondo, Downhill
Leogang, 4ª prova Coppa del mondo, Downhill
Campionati statunitensi, Downhill
Classifica finale Coppa del mondo, Downhill
- 2017

Leogang, 3ª prova Coppa del mondo, Downhill
Campionati statunitensi, Downhill
Mont-Sainte-Anne, 6ª prova Coppa del mondo, Downhill
Val di Sole, 7ª prova Coppa del mondo, Downhill
Classifica finale Coppa del mondo, Downhill

## Piazzamenti

### Competizioni mondiali
- Campionati del mondo

Canberra 2009 - Downhill: 21º
Mont-Sainte-Anne 2010 - Downhill: 4º
Champéry 2011 - Downhill: 13º
Lillehammer-Hafjell 2014 - Downhill: 14º
Cairns 2017 - Downhill: 3º
- Coppa del mondo

2009 - Downhill: 9º
2010 - Downhill: 4º
2011 - Downhill: vincitore
2012 - Downhill: vincitore
2013 - Downhill: 13º
2014 - Downhill: 2º
2015 - Downhill: vincitore
2016 - Downhill: vincitore
2017 - Downhill: vincitore